# Église évangélique méthodiste en Suisse
L'Église évangélique méthodiste en Suisse ou EEM (en allemand : Evangelisch-methodistische Kirche in der Schweiz ou EMK, en italien Chiesa evangelica metodista in Svizzera ou CEM) est la branche suisse de l'Église méthodiste unie,. Elle est membre de l'Église évangélique réformée de Suisse. 
L'EEM compte 9 500 membres et sympathisants répartis dans 112 communautés. Elle est dirigée par l'évêque Patrick Streiff. L'Église opère le Centre méthodiste de formation théologique (CMFT). 